# Бридж-белот
Бридж-белотът (bridge-belote), или за кратко наричан само белот, е игра на карти, традиционно играна от четирима играчи, но са възможни и игри от само трима или двама души. Белотът е изключително популярен и широко разпространен в България, превърнал се в социално явление в живота на българите. Белотът може да се играе и като хазартна игра със залагания, както и като отборен турнир.

## Произход и история
Произхожда от Франция, където оригинално ѝ име е belotte или belote. Правилата ѝ донякъде приличат на тези на бриджа и френското таро, но се научават доста по-лесно. На практика правилата на бридж-белота са смесица от тези на британския бридж и френския белот. Сложността на играта е равновесие между двете – по-сложна и интересна от белот, но по-проста и неангажираща от бридж.

## Правила на играта
В най-разпространената си форма белотът се играе от четирима души по двойки с тесте от 32 карти: 7, 8, 9, 10, J (вале), Q (дама), K (поп), A (асо) от четирите бои (спатия/трефа, каро, купа, пика). Играта има и разновидности за трима и за двама играчи, в които всеки играе индивидуално, като се използват 24 карти (от 9 нагоре). Играта от двама играчи се различава и по броя на раздадените карти и по това, че след раздаването остават нераздадени карти.
Всеки кръг (round) от бридж-белота се състои от две ясно разграничаващи се по време и същност фази: първата – обявяване (анонсиране, наддаване), втората – разиграване, също като при играта на бридж.

### Обявяване
Картите се раздават в посока обратна на часовниковата стрелка. Преди анонса се раздават първо по три, после по две. Играчите преглеждат картите си и обявяват (анонсират) играта. Целта на наддаването е да се установи „договор“ за силата на картите и точките, които носят те, както и позволените за обявяване комбинации по време на разиграването. Играчите обявяват последователно, по посока на раздаването, започвайки с първия след раздаващия. Всеки играч трябва да направи своя анонс докато не се установи договор за следващата фаза. Анонсът трябва да бъде един от следните:
1. Значеща обява: анонс със стойност по-голяма от обявата в сила;
2. Пас: играчът признава анонса в сила (защото смята, че няма обява, която да му донесе повече точки за крайния резултат);
3. Контра: (може да се обяви само ако анонсът в сила е обявен от противник). Играчът смята, че може да събере повече точки от противниците си при разиграването на анонсираната от тях игра;
4. Реконтра: (може да се обяви само ако анонсът в сила е контра обявена от противник). Играчът потвърждава, че може да събере повече точки при разиграването от противниците, които са обявили контра.

- Значеща обява зависи от силата (стойността) на анонса. Подредени по сила, анонсите от най-слаб към най-силен са следнитеː Спатия/Трефа, Каро, Купа, Пика, Без коз и Всичко коз. Първите четири анонса се наричат обява на боя.

- При обявяване на контра играчът прави формална заявка за съмнение, че противниците му могат да изкарат повече точки от него (отбора му) при разиграването на направения от опонентите анонс и предизвиква противниците в игра със същите правила като при анонсираната игра, но с удвоени точки, които ще бъдат спечелени само от единия отбор. Останалите играчи могат да направят друга значеща обява (анонс по-силен от контрирания). При игра на контра всички точки от играта, определена от контрираната значеща обява, се удвояват и се записват на отбора победител. В някои райони на страната, особено в Бургас, е разпространен вариант, в който обявяването на контра блокира всички други анонси, освен реконтра.

- При обявяване на реконтра играчът заявява, че отборът му може да изкара повече точки от противниците, в отборно анонсираната и контрирана от противник игра и вдига залога на контрата двойно. При игра на реконтра всички точки от играта, определена от реконтрираната значеща обява, се учетворяват и се пишат на отбора победител.

Наддаването приключва при обявяване на пас от всички играчи след този направил анонса в сила или при обявяване на реконтра. След края на първата фаза раздаващият раздава по още три карти, след което започва разиграването.
- Ако при анонсирането никой играч не направи обява различна от пас, то „рундът“ приключва и следващият поред раздавач поема картите за нов „рунд“.

### Видове игри спрямо обявяването
Силата на различните бои и картите от боите, както и позволените комбинации, които могат да бъдат обявени, се определят от договора при „наддаването“ (анонсът, останал в сила след края на първата фаза на играта). Най-силната направена значеща обява при обявяването (без значение дали е контрирана/реконтрирана) е видът игра, който ще се играе при разиграването.

#### Всичко коз
Всичко коз е най-силната значеща обява, която може да се направи. При „всичко коз“ няма изначално зададена и постоянно действаща козова боя, тоест няма боя с по-голяма сила от останалите, която да вземе ръката, но тъй като всичко е коз, то могат да се обявяват комбинации от всяка една боя, за разлика от без коз, където не могат да се обявяват никакви комбинации.
Отговарянето на боята, поискана от започналия ръката, е задължително. В игра на „всичко коз“ ръка печели далият най-силна карта от боята, поискана от започналия взятката/ръката. Във всяка ръка даването на по-силна карта от предходната – „качването“ – е задължително. Ако картите от поисканата боя свършат на играч, той може да отговори с коя да е друга боя, но въпреки че не губи точковата си стойност при броенето, картата не е властна при взятката, защото не отговаря на поисканата боя.
Силата на картите от всяка една боя по възходящ ред е: 7=0, 8=0, Q=3, K=4, 10=10, A=11, 9=14, J=20.

#### Без коз
При „без коз“, която е втората по сила значеща обява, също няма изначално зададена и постоянно действаща козова боя. Това означава, че силата се определя всеки път според това каква боя е поискал участникът, който дава начало на поредната ръка (взятка). Ако например играе с асо каро, от това произтича неотменимото задължение на другите трима играчи да отговорят с каро, ако имат тази възможност, и едва ако нямат каро, да играят с карта от друга боя. Картите от друга боя не губят точковата си стойност при броене, но не са властни при разиграването на ръката, тъкмо защото не отговарят на поисканата боя. Например, ако на асо каро се отговори с асо пика, предимство има асо каро, защото с тази карта е започната ръката. Асо пика ще се брои за 11 при точкоброенето.
По-общо, ръката се печели от участника, дал най-силна карта от боята, поискана от участника, започнал въпросната ръка. Например, ако играта е започната с десетка каро, но друг участник даде асо каро, а другите две карти са спатии, този с асото каро ще вземе ръката.
В отделна ръка даването на карта, по-силна от предходната – „качването“ – не е задължително. В играта няма обявени никакви козове, затова и не могат да се обявяват никакви комбинации.
Силата на картите от всяка една боя по възходящ ред е: 7=0, 8=0, 9=0, J=2, Q=3, K=4, 10=10, A=11.

#### Боя
При игра на боя (от турски: boya – цвят), а именно спатия, каро, купа или пика, определена при обявата, властващата боя е коз за кръга. Отговарянето на боята, поискана от започналия ръката, е задължително, но ако играч няма карти от поискана боя, той е длъжен да даде коз (да „цака“) ако има, при което козът става властната карта. При цакане, следващите играчи за ръката са длъжни да дадат карта от първоначално поисканата боя, ако имат. Ако нямат карта от този цвят, те са длъжни да дадат коз с по-висока точкова стойност (да „надцакат“), при което далият най-висок коз за ръката взима. Ако играч има коз, но по-слаб, той не е длъжен да го дава (да „подцаква“). Ако играч не може да отговори на боята и няма по-висок коз, може да даде която и да е карта без тя да е властна. Ако не може да отговори на боята, но играчът има по-висок коз, той е длъжен да „цака“ или „надцака“ само ако взятката до момента принадлежи на противника, а иначе може да даде която и да е карта.
Силата на картите (тяхната точкова стойност) зависи от това дали те са от козовата боя или от някоя от другите три:
- козовете са със стойности от всичко коз и възходящо отново са подредени: 7(0), 8(0), Q(3), K(4), 10(10), A(11), 9(14), J(20).
- останалите бои се точкуват като на без коз и съответно са възходящо подредени: 7(0), 8(0), 9(0), J(2), Q(3), K(4), 10(10), A(11).

В отделна ръка даването на карта по-силна от предходната („качването“) е задължително само за козовата боя (която се играе като всичко коз). За останалите бои (некозовите бои, които се играят като без коз) качването не е задължително.
При игра на боя могат да се обявяват само някои комбинации (виж по-долу), като най-разпространено е да важат всички последователни и карета, но белот само от коза.

### Разиграване
След раздаването на последните три карти започва разиграването. Правилата на разиграването се определят от вида игра съгласно анонса. Първата ръка се започва от играча, седнал вдясно от раздаващия, а всяка следваща – от играча, взел предходната. Ръцете (взятките) се играят обратно на часовниковата стрелка, като играчът, дал най-силната карта, печели ръката.
При игри на боя и всичко коз, със започване на разиграването всеки играч има право да обяви своите комбинации (виж по-долу) (всички позволени, които не са взаимоизключващи се, но без белотите, които имат), когато е негов ред да даде първата си карта, преди да бъде дадена карта от следващ играч (преди да е „затрупана“ картата). Комбинацията белот се обявява в течение на играта при даване на първата карта от белота, само ако картите от белота са от исканата боя (при всичко коз) или са от козова боя (при игра на боя).
Последната взятка носи на играча (отбора) допълнителни 10 точки (последно десет).
Ако в течение на „рунда“ отбор не е спечелил нито една ръка, то той е валат (или още наричано капо), което носи на противниковия отбор допълнителни 90 точки.
След преброяването на точките ако отборът, направил анонса в сила при разиграването, има повече точки от противниците си, то и двата отбора записват точки съгласно ръцете, които са спечелили и комбинациите, които са обявили по време на разиграването. Ако обаче този отбор е спечелил по-малко точки от взятки и комбинации, той е вътре и всички точки от играта се пишат на противниковия отбор. При игри на контра/реконтра или единия или другия отбор е вътре (виж Броене).

### Комбинации
Определени комбинации от карти носят допълнително (бонус) точки, когато са обявени своевременно. Всички комбинации без белота се обявяват в началото на разиграването. Белот се обявява, когато се играе първата от двете карти, но само ако играчът отговаря на боята или цака (при игри на боя). При неотговаряне не може да се обяви белот. (виж по-горе в Разиграване).
Определени комбинации се подреждат по сила като при записване важат само най-силните. Комбинациите от определен тип не се зачитат ако след края на рунда се установи, че противников играч е обявил по-силна комбинация от същия тип. Типовете комбинации са поредни карти и еднакви карти. В разновидностите на играта бридж-белот еднакви карти могат да елиминират или не поредни карти. Дали еднакви карти елиминират поредни зависи от предварителна уговорка между опонентите. По-широко разпространено е правилото еднакви карти да не елиминират поредни. Когато опонентите се разберат еднакви карти, като по-рядко явление, да елиминират поредни, за да се даде преднина на отбора, който е обявил еднаквите, тогава еднакви карти елиминират само 5 последователни карти (със стойност на комбинацията от 100 точки), но не и 3 или 4 последователни, понеже отборът, получил четирите еднакви карти, все пак вече има точкова преднина. Сиреч, ако опонентите се разберат еднакви да са по-силни от поредни карти, каре елиминира само 100-та, но не и терци и 50-а. 
Единствената комбинация, която безусловно важи при обявяване, е белот.
Силата на комбинациите зависи от силата на поредните карти в комбинацията, от броя им, както и от точковата стойност на комбинацията. Поредността на картите използвана за комбинации е 7, 8, 9, 10, J, Q, K, A за последователни и 7, 8, 10, Q, K, A, 9, J (тъй като еднакви от 9 или J носят повече точки) за еднакви карти. Така например, 3 последователни карти с най-висока K са по-силни и елиминират комбинация от 3 последователни с най-висока J, но 4 еднакви карти 9-ки са по-силни и елиминират комбинация от 4 аса (А). За комбинации от поредни карти, първо броят на картите определя силата на комбинацията, като най-слаби са три поредни, следвани от четири и най-силни са пет поредни карти. Така, 4 поредни карти до поп (10, J, Q, K) са по-слаби от 5 поредни до вале (7, 8, 9, 10, J), но по-силни от 4 поредни до дама (9, 10, J, Q). Когато опоненти обявят комбинации, които надделяват над някои от обявените от противниците, но са по-слаби от други обявени от опонентите, най-силната обявена комбинация елиминира всички комбинации обявени от противниците и отбора обявил най-силната комбинация за „рунда“ запазва всички свои комбинации. Най-видим пример е ако играч обяви 3 последователни, опонент обяви 4 последователни и съотборникът на първия обяви 5 последователни, 5 последователни елиминират 4 последователни и в крайния резултат се записват точките от 5 и 3 последователни. Или играч обявява две комбинации от 3 поредни карти и противник обявява една комбинация от 3 поредни. След края на „рунда“ се разбира, че комбинациите са например J, Q, K и 7,8,9 за единия играч и 9,10, J за другия; тогава първата комбинация елиминира тази на противника и играча записва точките и от двете свои обявени комбинации към отборния резултат. В случаите когато две (или повече) комбинации са равносилни и няма по-силна от тях обявена комбинация в „рунда“, то всички равносилни и по-слаби от тях комбинации падат и не се записват в крайния резултат. Пример е ако двама опонента обявят 4 последователни карти и има обявена и комбинация от 3 последователни, след края на рунда се разбира, че и двете равностойни комбинации са (примерно): 10, J, Q, K – то и двете комбинации падат заедно с комбинацията от 3 последователни.
Комбинациите се анонсират без да се дават подробности за картите участващи в тях. Картите, от които са сформирани комбинациите, се разкриват само след края на рунда. Не бива да се обявява например терца майорна вместо терца, или майорно сто вместо сто, или сто-и-петдесет вместо каре. Информация за вида на комбинациите разкрива част от картите, с които разполага играчът.
Точките от всички обявени и неелиминирани комбинации се добавят към резултата от рунда.
Комбинациите от карти са:
- белот – дама и поп от един цвят (пример: Q♣, K♣); носи допълнително 20 т. Белот се обявява в хода на играта, но само на боя или на всичко коз. При игра на боя белот може да бъде обявен само от козовия цвят; белот може да се обяви само при разиграването на същата боя, освен в случаите на цакане с коз. Някои варианти на играта не позволяват обявяването на белот при цакане. Правилото за играта трябва да се уговори предварително. Обявен белот не пада, т.е. други комбинации не елиминират белот.
- терца – три поредни карти от един цвят (пример: 9♥, 10♥, J♥); носи допълнително 20 т. Терцата важи ако след обявяването отборът е с най-силната важеща комбинация от поредни или самата терца е най-силната комбинация от поредни. Ако опоненти обявят еднакви терци (съставени от еднакви карти) и те са най-силните обявени терци, всички терци падат. Ако при игра на боя, в двата отбора има две еднакви терци, едната от които е козова, то козовата елиминира некозовата.
- петдесет (или кварта) – четири поредни карти от един цвят (пример: 10♥, J♥, Q♥, K♥); носи допълнително 50 т. Квартата важи ако след обявяването отборът е с най-силната важеща комбинация от поредни или самата кварта е най-силната комбинация от поредни. При обявени петдесета от опоненти, по-силното (това до по-висока карта) елиминира останалите. Ако обявеното петдесет е най-силната обявена комбинация в рунда, то елиминира всички по-слаби комбинации на противниците (по-слаби петдесета и всички терци). Ако при игра на боя, в двата отбора има две еднакви кварти, едната от които е козова, то козовата елиминира некозовата.

- сто (или квинта) – пет или повече поредни карти от един цвят (пример: 8♠,9♠, 10♠, J♠, Q♠); носи допълнително 100 т. Комбинират се само 5 карти, независимо дали поредните са 5, 6, 7 или 8 (при 8 поредни се обявява терца и квинта). Квинтата важи ако след обявяването отборът е с най-силната важеща комбинация от поредни, самата квинта е най-силната комбинация от поредни или (в зависимост от предварителна уговорка) няма обявено каре от противник. При обявени пет последователни карти от опоненти, по-силното сто (това до по-висока карта) елиминира останалите. Ако обявеното сто е най-силната обявена комбинация в рунда, то елиминира всички по-слаби комбинации на противниците (по-слаби стотици, всички петдесета и всички терци). Ако при игра на боя, в двата отбора има две еднакви квинти, едната от които е козова, то козовата елиминира некозовата.

- каре – четири еднакви карти, с изключение на 7 и 8 (пример: 10♦, 10♠, 10♥, 10♣). Точките, които карето носи, зависят от състава на комбинацията. Четири десетки, дами, попове или аса (10, Q, K или A) носят 100 допълнителни точки. Четири деветки (9) носят 150 допълнителни точки, а четири валета (J) носят 200 допълнителни точки. терца, кварта и квинта. Подредни карти (т.с. Терца, Кварта, Квинта) не падат от каре. Важи правилото на по-високата карта когато анонсите са с еднаква големина. Карето важи, ако е най-силното обявено или отборът е обявил най-силното обявено каре.

### Броене
След като се изиграят всички карти за кръга, се броят точките спечелени от всеки отбор. Точки за отбора са сборът от точки от стойността на всички карти от ръцете на отбора, точките от обявените в кръга и важещи комбинации на отбора и ако отборът е направил последната взятка – десетте допълнителни точки, които тя носи (последно десет).
Отборът, направил анонса в сила за разиграването, трябва да спечели повече точки от опонентите си. Тогава се казва, че отборът изкарва играта. В противен случай всички точки на този отбор от кръга се добавят към точките на противниковия отбор и се считат към крайния резултат на противниковия отбор, т.е. обявилият отбор е вътре. Ако анонсът в сила е направен от опонентите на даден отбор и те изкарат играта, даденият отбор записва като резултат само своите точки. При равен брой точки, необявилият отбор записва като резултат спечелените от него точки, а точките на обявилия отбор остават висящи. Висящите точки се „отнасят“ към следващия разигран „рунд“ (такъв, в който не всички играчи са пас). Ако в разиграването на този кръг се играе игра обявена от отбора с висящите точки и този отбор е вътре или отново с равен с противника брой точки, висящите точки от миналата игра се добавят към резултата на противника. Ако се играе игра необявена от отбора с висящите точки или този отбор изкара играта, която е обявил, висящите точки от предходната игра се добавят към резултата от настоящата игра. При игра на контра/реконтра и двата отбора се третират като обявили – единия е вътре, другия изкарва играта или и двата отбора за висящи.
Когато отбор не направи нито една взятка, той е капо (или валат). Валат на противника носи на отбора взел всички ръце допълнително 90 точки. При без коз те се добавят след умножението на изкараните точки. Ако в играта няма обявени комбинации (точките идват само от стойността на картите и от последно десет), кръгът се нарича чиста игра.
Стойността на картите (дадена в скобите) на всичко коз е: 7(0), 8(0), Q(3), K(4), 10(10), A(11), 9(14), J(20), при чиста игра на всичко коз и без валат, общият брой на точки в „рунда“ е 258, т.е. резултатът, който отборите могат да запишат сборно, е 26. При игра на без коз със стойност на картите 7(0), 8(0), 9(0), J(2) Q(3), K(4), 10(10), A(11), ако няма отбор капо, то общият брой на точки в „рунда“ е 130, след което се удвояват. Резултатът, който опонентите могат да запишат сборно, трябва да прави 26, т.е. чиста не-капо игра отново е 26. Сиреч, при чиста игра и направени ръце и от двата отбора, без коз и всичко коз са равностойни игри. Предимството в играта на всичко коз идва от възможността за обявяване на комбинации. При чиста игра без валат на боя общият брой на точки в „рунда“ е 162, а сборния резултат на двата отбора е 16, защото стойността на картите от коза е като на всичко коз, а на останалите карти е като на без коз.
Резултатът от различните игри се определя както следва:
- Всичко коз: Смятат се изкараните точки от отбора, делят се на десет и се закръглят. Понеже общият брой от точки в „рунда“ винаги завършва на 8, ако сбора от изкарани точки на отбор завършва на пет и повече, се закръгля нагоре, ако завършва на едно до три, се закръгля надолу. Ако сборът завършва на четири, отборът с повече точки закръгля надолу, а този с по-малко – нагоре. Например, ако резултатът е 134:124 за разиграващите, записът е 13:13. При всичко коз отборът с по-малко закръгля нагоре от 4, а този с повече закръгля нагоре от 5.
- Без коз: Изкараните точки се броят, умножават се по две, делят се на десет и се закръглят. Тъй като произведението на точките не може да завършва на 5 (винаги е четно заради умножението), а сборът им винаги е кратен на десет (дори и при валат, и при контра/реконтра), то ако произведението от точките завършва над 5, резултатът се закръгля нагоре, под 5 – надолу. Например, ако разиграващите имат 73,74,75,76, или 77 т. – записват 15. Ако имат 78,79,80,81 или 82 т. – записват 16. При без коз се закръгля нагоре над 5.
- Боя: Отборът брои изкараните в „рунда“ точки, дели на десет и закръгля. Сборът от всички точки в „рунда“ винаги завършва на 2, следователно закръглянето на резултата нагоре започва от 6 за отбора с по-малко точки и от 7 за отбора с повече точки. Например, ако резултатът е 86:76 за разиграващите, записът е 8:8. При игра на боя, отборът с по-малко закръгля нагоре от 6, а този с повече закръгля нагоре от 7.
- При игра на контра или реконтра един отбор печели всички точки за „рунда“. Отборът изкарал повече точки печели „предизвикателството“ и удвоения (за контра) или учетворения (за реконтра) резултат от сборно всички точки в „рунда“. Например при чиста игра на контра на всичко коз, отборът с повече точки записва резултат за „рунда“ 52, а другият отбор – 0. При игра на спатия с една терца в играта, отборът победител записва 36, а другият – 0. Ако при игра с контра/реконтра има валат, премията за валат не се удвоява/учетворява, а си остава 9 т.[2]

### Особени случаи
- Възможен е казус, разиграващите да спечелят всичките осем ръце и въпреки това да имат по-малко точки от защитаващите се. Например, при игра на боя, ако единият играч от защитаващия се отбор има 4 деветки, а партньорът му 4 дами и белот, техните точки са 27, а на разиграващите – 25. В този случай са възможни 2 варианта на запис:

1.Разиграващите записват 25, а защитаващите се – 27. Логиката в този вариант е, че разиграващите са постигнали оптималния брой ръце и няма как да постигнат повече, т.е., договорът е изпълнен на 100%.
2.Защитаващите се записват 43 (27 + 16), а разиграващите – 9. Тук логиката е, че, в крайна сметка, защитаващите се имат повече точки. Не си записват, обаче, премията за валат (9), защото не е постигнат от тях.

### Край на играта
Играта приключва след като един от отборите достигне или задмине резултат от 151 т. освен ако предварително не е уговорен друг резултат. Ако и двата отбора едновременно преминат границата от 151 т., победител е отборът с повече точки. При равенство в точките се играе до победа на един от двата отбора. Играта не може да приключи, ако един от двата отбора постигне резултат между 151 и 159 т. след като е направил противника валат. В този случай се играе още един рунд и ако резултатът след него не е равен, победител става отборът с повече точки.

## Разновидности и различия в правилата
Бридж-белотът няма разпозната официална организация, която да регулира правилата на играта. Този факт в съчетание с голямата разпространеност на играта в България са допринесли за разновидности в начина на игра.
Гореописаните правила са основата на най-разпространената форма на играта – за четирима играчи по отбори. Но белотът се променя в зависимост от играчите.

### Брой играчи
Най-трудно се намира четвърти за белот.
В съответствие с броя играчи, белот може да се играе и само от двама или трима души. В тези си разновидности всеки играч играе индивидуално. Тестето, което се използва и в двете разновидности, е от 24 карти: 9, 10, J (вале), Q (дама), K (поп), A (асо) от четирите бои (спатия/трефа, каро, купа, пика). Това намалява и значително възможните комбинации. В белот за двама играчи, за разлика от този за трима, раздаването на картите също по-различно. При „двойка-белот“ преди анонса се раздават два пъти по три карти и след наддаването още веднъж по три. От тестето от 24 карти остават 6 нераздадени, чиито точки не се смятат в резултата и така точките при различните обяви са по-малко от типичните 16/26 при чиста безвалатна игра. С изключение на горепосочените, правилата сред разновидностите спрямо броя играчи се препокриват.
Вариантите на играта с по-малко играчи, често се използват са научаване на основите на най-разпространената форма на играта, а именно за четирима.

### Игра с кертици
Кертикът е наказание в бридж-белота, типично за град Русе и региона. Наказанието отговаря на -10 точки и се налага на играча за неспечелване на обявения от него анонс или при валат (капо). Когато анонсът е без коз, при неспечелване (вътре) или при валат, кертиците са два и се пише -20. При обявена контра, на загубилия играч се отбелязват -20 точки, а при реконтра -40 точки. Ако играч при раздаване няма над 10 точки (при първите 5 карти) има право да развали играта, освен ако съотборникът не е викал боя или друго.

## Интересни факти
Общият брой на възможните комбинации от карти в играта е {\displaystyle {32 \choose 8}=10518300}

## Заемки в българския език
Някои термини от белота са навлезли в езика:
- цакане – когато някой е надигран или прескочен от друг, се казва, че е надцакан. Когато надиграването е по нечестен начин, се използва „прецакан“.
- вътрене – когато някой търпи големи загуби, се казва, че е „вътрен“.
- терца – особен, ексцентричен или забавен човек („Голяма е терца!“).